# Parque protegido Narew
El parque protegido del Narew (Narwiański Park Krajobrazowy) es un área protegida (Parque protegido) localizado en el noreste de Polonia, establecido en 1985 con una superficie protegida de 73,50 km².
El parque se encuentra en el voivodato de Podlaquia y constituye una parte del parque nacional de Narew.